# 水曜ミッドナイトパーティー
水曜ミッドナイトパーティー（すいようミッドナイトパーティー）は、1996年8月～1997年3月の間にアール・エフ・ラジオ日本で水曜深夜25:00～29:00（木曜午前1:00～5:00）に放送されたラジオ番組。ジャズやロックバンドを中心とした音楽情報番組であった。
| スタブアイコン | サブスタブ | この項目は、まだ閲覧者の調べものの参照としては役立たない、ラジオ番組に関連した書きかけの項目です。この項目を加筆・訂正などしてくださる協力者を求めています（P:ラジオ/PJ:放送番組）。 |